# Walther Beck (Dirigent)
Peter Walther August Beck, auch Walter Beck, (* 10. Juni 1890 in Magdeburg; † 29. Juni 1966 in Kassel) war ein deutscher Generalmusikdirektor. Er war Dirigent und Kapellmeister.

## Biografie
Beck war der Sohn des Privatmanns Walther Beck und dessen Ehefrau Johanna geborene Weisshuhn und wuchs in der Hauptstadt der preußischen Provinz Sachsen, in Magdeburg, auf. 1900 schickten ihn seine Eltern an die Franckeschen Stiftungen nach Halle (Saale), wo er bis 1909 blieb. Daneben erhielt er ab 1906 eine musikalische Ausbildung am Konservatorium in Halle.
1910 erhielt Walther Beck eine erste Anstellung als Repetitor am Nationaltheater in München, in dieser Zeit hörte er auch Vorlesungen an der Universität München. Nach Ausbruch des Ersten Weltkrieges wurde er 1914 zum Militär einberufen. 1918 kehrte er aus dem Felde zurück und wurde Kapellmeister am Stadttheater Regensburg. Im Jahre 1920 wechselte er nach Würzburg und 1921 an das Landestheater nach Darmstadt.
1924 bewarb sich Walther Beck erfolgreich auf das erstmals ausgeschriebene Amt des Generalmusikdirektors der Städtischen Bühnen in Magdeburg, wo er zahlreiche Erstaufführungen zeitgenössischer Musiker zu Gehör brachte. Nach der „Machtergreifung“ der Nationalsozialisten 1933 wurde er aufgrund von Denunziationen beurlaubt. Ende Juli 1934 erfolgte seine Berufung zum Ersten Kapellmeister am Staatstheater in Bremen. Am 19. November 1937 beantragte er die Aufnahme in die NSDAP und wurde rückwirkend zum 1. Mai desselben Jahres aufgenommen (Mitgliedsnummer 5.448.524). 1941 legte er seine Stelle in Bremen nieder, um an der Universität zu Berlin bis 1943 Philosophie zu studieren und Studienreisen in das Ausland zu unternehmen. Von 1943 bis 1944 wirkte er als Kapellmeister in Kaiserslautern, anschließend ging er nach Hannover. 1966 starb Walther Beck in Kassel.

## Familie
Walther Beck heiratete 1903 in Magdeburg die Ballettmeisterin Alice geborene Zickler.

## Ehrungen
- Eisernes Kreuz II. Klasse

## Nachlass
Ein Teil des schriftlichen Nachlasses, meist Briefe, von Walther Beck befindet sich im Zentrum für Telemann-Pflege und -Forschung Magdeburg.